# スナイパーエリートV2
『スナイパーエリートV2』（SNIPER ELITE V2）は、Rebellion Developmentsが開発したゲームソフトである。2005年に販売された『SNIPER ELITE: BERLIN 1945』のリメイク作品となる。次期作は『スナイパーエリート3』。
第二次世界大戦末期のベルリンを中心とする、V2ロケットに関する特殊任務を帯びたアメリカ人スナイパーの戦いを描いたストーリーで、主人公が本作の語り手を兼ねている。

## ゲーム内容
本作は、タイトルに「V2」とある通り、V2ロケットに関する陰謀を阻止すべく活躍するアメリカ人スナイパーのカール・フェアバーンの戦いが物語の軸である。基本的にはフェアバーンが他者の支援を得ることなく敵地で単独で任務をこなすという性質上、いかに敵に見つからずに目的地へ移動したり、敵兵に気付かれることなく暗殺したり死体を隠すといったことも重要視されているが、最も重要なのはスナイパーとして的確に狙撃をこなすということである。このため、敵を狙撃して倒すと他の殺害方法よりも高得点を得られる。具体的には頭部を狙ったヘッドショットや心臓や内臓・首を狙ったバイタルショット（いずれの場合も一撃死）で、標的への距離が遠ければ遠いほど得点も高くなる。この他、射線上に並んだ敵2人を1発で仕留めたり、狙撃以外では地雷などのトラップで敵を倒した場合も、ハンドガンやサブマシンガンで殺傷した場合より高得点を得られる。
また、狙撃のリアリティーを出すため、難易度調整によっては重力による弾道の低下や横風による着弾点の横ずれも反映されており、加えて移動中の標的を狙う場合は相手の移動速度に合わせて照準を調整する必要も出る。そして、狙撃に成功した場合は放たれた銃弾が標的に命中するまでの様子がスローモーションで映され、着弾点によっては相手の骨や内臓が破壊されたり、ヘルメットを貫通したり装備していた手榴弾に当たって爆発する様子もレントゲンのように見える図を用いて描かれている。

## ストーリー
時は第二次世界大戦末期。かつて、ヒトラーの野望を支えていたドイツ軍も各地で降伏を始め、ドイツの支配領域は東西から迫る連合国軍により狭められていた。だが、ドイツ軍は長大な射距離と強大な破壊力を有するV2ロケットでの反撃に転じ、アントワープとパリ、ロンドンがその脅威にさらされた。連合国軍のノルマンディー上陸作戦によってV2の脅威は一時的に去ることとなったが、勝利を掴むであろう連合国の間では未来を見据えるなかでV2に絡んだ思惑があった。
アメリカは、V2の開発に関わったドイツ人技術者の獲得に乗り出し、その多くを抱え込むことに成功はしたが、ベルリンは例外であった。ベルリンは既にソ連軍の包囲下にあり、陥落は時間の問題であった。そうなれば、ドイツの技術者はソ連の手に渡ることとなってしまう。
この事態に対し、優れた隠密作戦能力を有し、加えて極めて困難な任務でも完全に遂行できる能力を持ったアメリカ人の敏腕スナイパー、カール・フェアバーンがV2の技術がソ連に渡るのを阻止すべく、ソ連軍が侵攻している最中のベルリンへと派遣された。彼の任務は、V2の運用を指揮していた当事者にして、ソ連への亡命を企てていたアイゼンベルク少将を含むV2ロケット開発計画の中心人物5名の暗殺。フェアバーンの人生で最も困難な任務が始まる。

## 登場人物

### 主人公
カール・フェアバーン
この物語の主人公にして、語り部でもあるアメリカ人スナイパー。工作員としても優秀な能力を有し、ナイフや各種銃器、爆発物の取り扱いにも長けるが、最大の特技はやはり狙撃である。

### 標的
アイゼンベルク
フェアバーンの最初の標的。ドイツ軍の少将で、V2ロケットの運用を指揮していた人物。右目に上下に走る傷があるのが特徴。戦局が悪化する中、ソ連への亡命を企てるが、ブランデンブルク門前の広場で手引き役のロシア人と会話しているところを狙撃され死亡。
ギュンター・クレイドル
フェアバーンの2人目の標的。博士号を持つ、ロケットエンジンの専門家。ロケット製造施設の場所を知っている人物。装甲車と護衛部隊に守られながら移動しているため、狙撃の前にトラップを仕掛ける必要がある。
シュヴァイガー
元々はフェアバーンの標的の1人であったが、独断でアメリカへの亡命を図ったことがヴォルフから裏切り行為とみなされ、拘束された末処刑されそうになる。これに伴いフェアバーンは情報を得るべく処刑を阻止して助けようとするが、ドイツ軍との銃撃戦で傷を負い、迫るソ連軍を一掃した直後、フェアバーンにヴォルフの陰謀を打ち明けようとするが、傷は深く全容を話せぬまま絶命する。しかし、その内容はフェアバーンにとって、想定外の何かが起こっていると理解するには十分であった。
劇中で唯一フェアバーンの標的から外れ、なおかつフェアバーンと直接会話するシーンがある唯一の人物。なお、本作でドイツ人はドイツ語を、ロシア人はロシア語を話すが、シュヴァイガーは処刑を行おうとしていたドイツ軍将校とはドイツ語で会話をしているが、フェアバーンとは英語で会話している。
ミュラー
フェアバーンの4人目の標的。ドイツ軍の将校で、連合国軍の空襲へ対処すべく、ティーアガルテンの高射砲塔へ現場指揮のために配置された。この情報を得た司令部はフェアバーンのために狙撃地点を割り出し、武器を空中投下するが、パイロットの投下ミスで肝心の武器は教会の塔へと落ちてしまい、フェアバーンは狙撃の前に教会へ潜入することとなる。
ヴォルフ
フェアバーンの最後の標的。V2ロケットに搭載されていた化学兵器タブンの開発者。キューベルワーゲンに乗って逃走しようとするが、走行中に胸を撃ち抜かれ、車が横転し大破。地面に叩きつけられ死亡した。